# Helena Modjeska
Helena Modjeska, al cărei nume polonez a fost Modrzejewska (pronunție în poloneză [mɔdʐɛˈjɛfska]), (n. 12 octombrie 1840, Cracovia, Orașul Liber Cracovia – d. 8 aprilie 1909, Newport Beach, California, SUA) a fost o actriță de renume care s-a specializat în interpretarea rolurilor în stil Shakespearean și tragic. 

## Tinerețe
Helena Modjeska s-a născut la Cracovia, Polonia, pe 12 octombrie 1840.  Numele ei, la naștere, a fost înregistrat ca Jadwiga Benda, dar ulterior a fost botezată Helena Opid, primind prenumele nașului. 

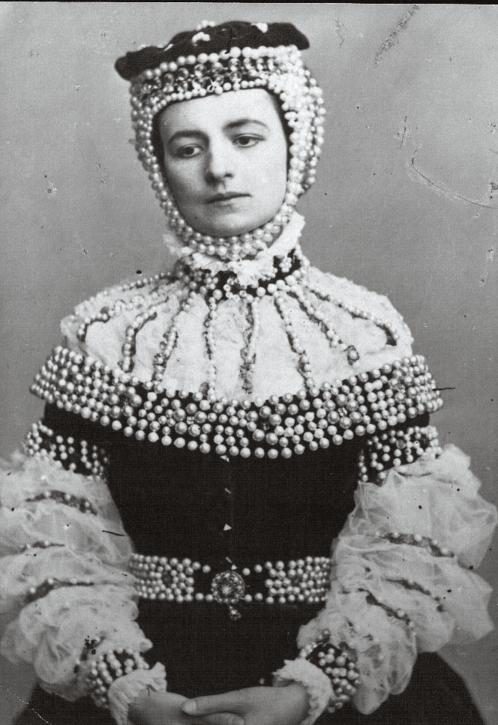
Modrzejewska în rolul Barbarei Radziwiłłówna, 1865

Înformațiile despre originile ei sunt destul de complicate și incerte. Mama lui Modjeska a fost Józefa (Misel) Benda, văduva unui prosper comerciant din Cracovia, Szymon Benda. În autobiografia ei, Modjeska susținea că tatăl ei a fost un muzician pe nume Michael Opid. Deși este adevărat că familia Benda a angajat un profesor de muzică pe nume Michal Opid, care mai târziu a fost nașul lui Helena, Opid nu a fost tatăl celor doi copii ai lui Józefa Benda. 
Există totuși dovezi care sugerează că Helena și fratele ei mai mare, Adolf, au fost rezultatul relației între Józefa și Prințul Władysław Sanguszko, un nobil polonez înstărit și cu influență. 
De asemenea, în autobiografia lui Modjeska, aceasta a prezentat și detaliile referitoare la prima ei căsătorie, cu fostul ei tutore, Gustave Sinnmayer (cunoscut în Polonia sub numele de Gustaw Zimajer). Gustave a fost un actor și regizorul unei trupe de teatru provincial de rang secund. Data căsătoriei lui Modjeska cu Gustave este incertă. Ea a descoperit mulți ani mai târziu că nu au fost niciodată căsătoriți legal, deoarece el era încă căsătorit cu prima sa soție când s-au căsătorit. Împreună, cuplul a avut doi copii, un fiu Rudolf (ulterior redenumit Ralph Modjeski) și o fiică Marylka, care a murit la o vârstă fragedă.
Gustaw Zimajer a folosit numele de scenă „Gustaw Modrzejewski”. Modjeska a adoptat o versiune feminină a acestui nume atunci când și-a făcut debutul pe scenă în 1861, ca Helena Modrzejewska. Mai târziu, când a profesat în străinătate, a folosit o versiune simplificată a numelui ei („Modjeska”), care a fost mai ușor de pronunțat de publicul vorbitor de limba engleză.

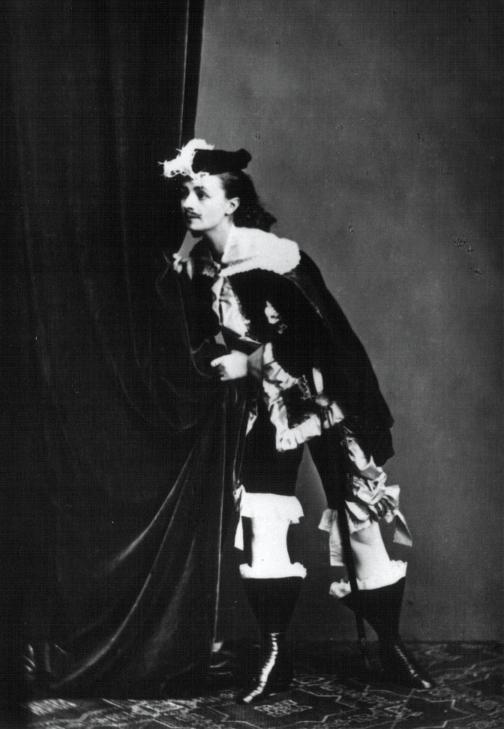
Modrzejewska în rolul lui Adam Kazanowski în piesa Curtea Prințului Władysław, 1867

La începutul carierei sale poloneze de actorie, Modrzejewska a jucat în orașele Bochnia, Nowy Sącz, Przemyśl, Rzeszów și Brzeżany. În 1862 a apărut pentru prima dată în orașul Lwów, jucând în prima sa dramă romantică, sub numele de „Skierka” în piesa Balladyna a lui Juliusz Słowacki. Din 1863 a jucat în orașele Ivano-Frankivsk și Cernăuți, în diverse piese de Słowacki. 
În 1865, Zimajer a încercat să-i aducă un contract cu teatrele vienez, dar planul a eșuat din cauza cunoștințelor sale slabe de limba germană. Mai târziu, în acel an, Helena l-a părăsit pe Zimajer, luându-l pe fiul lor Rudolf și revenind la Cracovia. Odată ajunsă acolo, a acceptat o angajare ca și actriță de teatru pe o perioadă de patru ani. În 1868 a început să joace și în Varșovia; în cei opt ani de zile petrecuți acolo, și-a consolidat statutul de vedetă a teatrului. Frații ei, Józef și Feliks Benda au fost, de asemenea, actori apreciați în Polonia. 
Un incident ilustrează circumstanțele în care se muncea în acea perioadă în societatea poloneză. La unul dintre spectacolele lui Modrzejewska din Varșovia, șaptesprezece elevi din gimnaziu i-au înmânat un buchet de flori legate cu o panglică în culorile naționale poloneze, roșu și alb. Elevii au fost acuzați de autoritățile imperiale ruse pentru că au organizat o demonstrație patriotică. Au fost exmatriculați din școală și au primit interdicție de a putea fi admiși în orice altă instituție. Unul dintre elevi, Ignacy Neufeld, s-a împușcat ulterior; Modrzejewska a participat la înmormântarea sa.

## Chłapowski
Pe 12 septembrie 1868, Modjeska s-a căsătorit cu un nobil polonez, Karol Bożenta Chłapowski.  Cunoscut în America sub numele de „Contele Bozenta”, el nu a fost de fapt un conte. Familia sa aparținea unei clase de proprietari ereditari care dețineau moșii (ziemiaństwo). În Statele Unite, el a adoptat numele de scenă „Contele Bozenta” ca un truc pentru a câștiga notorietate. „Bozenta” a fost mai ușor de pronunțat pentru un public vorbitor de limbă engleză decât „Chłapowski”.
În perioada căsătoriei lor, Chłapowski a fost angajat ca redactor al unui ziar liberalist naționalist, Kraj (Țara), care era deținut de Adam Sapieha și un domn Sammelson. Modjeska a scris că casa lor „a devenit centrul lumii artistice și literare [din Cracovia]”. Poeți, autori, politicieni, artiști, compozitori și alți actori frecventau salonul lui Modjeska. 

## Emigrare

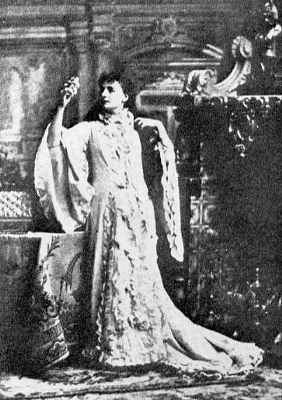
Modrzejewska în Alexandre Dumas, fils ', Camille, 1878

În iulie 1876, după ce a petrecut mai mult de un deceniu ca divă a teatrului național polonez, din motive atât personale cât și politice, Modjeska și soțul ei au ales să emigreze în Statele Unite.
Odată ajunși în America, Modjeska și soțul ei au achiziționat o fermă lângă Anaheim, California. Julian Sypniewski, Łucjan Paprowski și Henryk Sienkiewicz (câștigător al Premiului Nobel pentru Literatură în 1905) s-au numărat printre prietenii care i-au însoțit în California. În această perioadă Sienkiewicz a scris Schițele de cărbune (Szkice węglem). Inițial, artiștii Stanisław Witkiewicz (tatăl lui Stanisław Ignacy Witkiewicz) și Adam Chmielowski (viitor sfânt canonizat) trebuiau să vină împreună cu Modjeska, dar și-au schimbat planurile. 
Modjeska și-a propus să-și abandoneze cariera și s-a gândit să trăiască „o viață în muncă grea, sub cerul albastru al Californiei, printre dealuri, călărind cu o armă pe umăr”. Realitatea s-a dovedit mai puțin cinematografică. Niciunul dintre ei nu avea cunoștințe despre fermă sau agricultură și abia știau să vorbească engleză. Experimentul utopic a eșuat și fiecare și-a reluat drumul său. Modjeska s-a întors pe scenă, reprezentând rolurile shakespeareene pe care le-a jucat în Polonia.  Probabil cel mai bun jurnal al vieții de zi cu zi la ranch este ilustrat în jurnalul lui Theodore Payne, Life on the Modjeska Ranch in the Gay Nineties. 

## Cariera americană

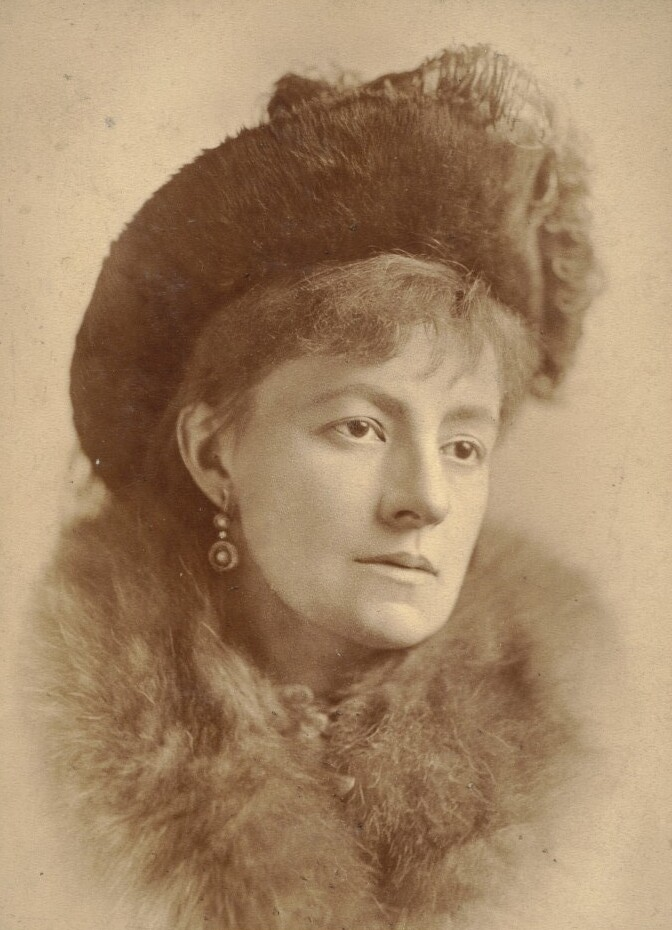
Modjeska, ca. 1879

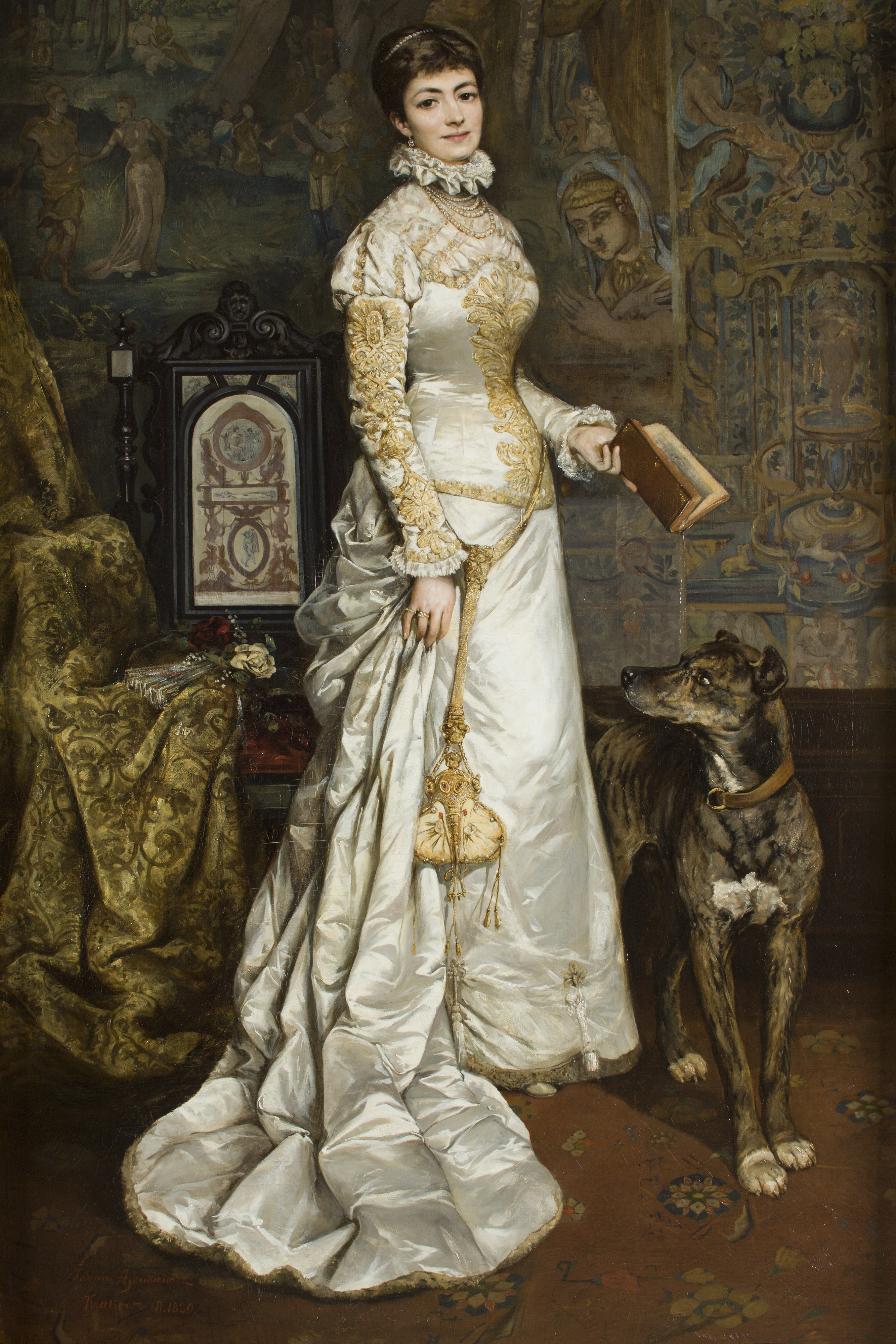
Helena Modrzejewska. Portret de Tadeusz Ajdukiewicz, 1880.

Pe 20 august 1877, Modjeska a debutat pe scena Teatrului California din San Francisco într-o versiune engleză a piesei Adrienne Lecouvreur a lui Ernest Legouvé. A fost remarcată de agentul teatral Harry J. Sargent care a înscris-o într-un turneu pe coasta de est unde și-a făcut debutul la New York.  A petrecut trei ani în străinătate (între 1879 și 1982), în special la Londra, încercând să-și îmbunătățească engleza, înainte de a reveni pe scena din America. În 1880, a vizitat Peninsula Lizard din Cornwall și auzind că biserica parohială din Ruan Minor avea nevoie de o orgă, a colaborat cu J Forbes-Robertson pentru a putea ține un spectacol. Piesa Romeo și Julieta fost jucată pe o scenă temporară în grădina vicariatului și urmărită de mulți localnici. Un locuitor al orașului Penzance și care curând urma să fie membru al parlamentului pentru circumscripția electorală St Ives, Charles Campbell Ross a jucat rolul fratelui Laurence.
În ciuda accentului și pronunției sale imperfecte în limba engleză, a avut un mare succes. În timpul carierei, a jucat rolul a nouă eroine shakespeareene, Marguerite Gautier în piesa Camille și Maria Stuart în piesa lui Schiller. În 1883, anul în care a obținut cetățenia americană, ea a pus în scenă piesa O casă de păpuși a lui Henrik Ibsen în Louisville, Kentucky, prima piesă de Ibsen jucată în Statele Unite. Între anii 1880 și 1890 a avut cea mai bună reputație, ca interpretă de sex feminin, în punerea în scenă a pieselor lui Shakespeare pe scena americană.
În 1893 Modjeska a fost invitată să țină un discurs la o conferință dedicată femeilor la World Fair Chicago, și a descris situația femeilor poloneze în regiunea Poloniei condusă de Rusia și Prusia. Aceasta lucru a dus la o interdicție țaristă de a călători pe teritoriul rus.
Modjeska a suferit un accident vascular cerebral și a fost parțial paralizată în 1897, dar s-a recuperat și a revenit curând pe scenă, continuând să joace încă o perioadă de timp.
În timpul ultimei șederi în Polonia, între 31 octombrie 1902 și 28 aprilie 1903, a apărut pe scena teatrului din Liov, Poznań și orașului natal, Cracovia. 
Pe 2 mai 1905, a jucat într-un spectacol jubiliar la New York. Au urmat doi ani de turnee înainte de a-și încheiat cariera de actriță, după care a mai avut apariții spontane în sprijin caritabil. 
Modjeska a murit la Newport Beach, California, pe 8 aprilie 1909, la vârstă de 68 de ani, cauza morții fiind boala Bright. Rămășițele ei au fost trimise la Cracovia pentru a fi înmormântată alături de membrii familiei în cimitirul Rakowicki. 
Autobiografia ei, Amintiri și impresii ale lui Helena Modjeska (Memories and Impressions of Helena Modjeska), a fost publicată post-mortem în 1910. O traducere poloneză a apărut în același an în ziarul din Cracovia, Czas (Time). Ultima ediție poloneză a cărții a apărut în 1957. 
Fiul lui Modrzejewska, Rudolf Modrzejewski (Ralph Modjeski), a fost un inginer constructor care și-a câștigat faima ca și designer de poduri. 

## Moșteniri

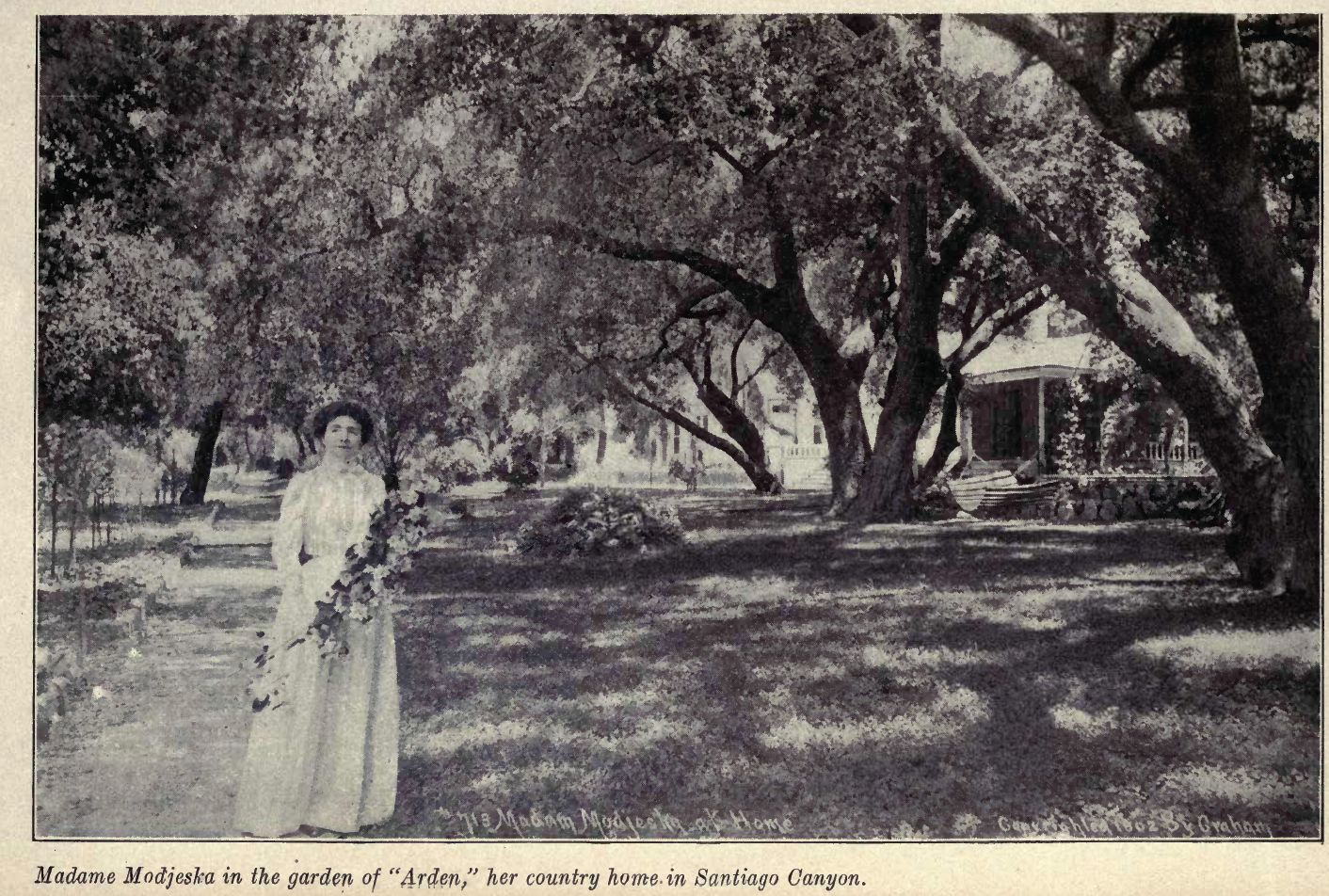
Modjeska în grădina de la Arden din Modjeska Canyon, California

Casa lui Modjeska din 1888 până în 1906, „Arden”, este înscrisă în lista Monumentelor Istorice Naționale. 
Îi poartă numele: 
- Parcul Modjeska, în Anaheim, California (33 ° 48'53 "N 117 ° 57'8" W)
- Strada Helene din Anaheim, California
- Canionul Modjeska, California (unde se află Arden)
- Cascada Modjeska, California, la Glen Alpine Springs Resort
- Vârful Modjeska (vârful nordic al muntelui Saddleback)
- Bouquet Helena Modjeska de parfumierul american John Blocki de origine prusacă și poloneză
- Modjeskas, rețetă de bomboane din marshmallow acoperite cu caramel inventată în 1889 de un producător local de bomboane pe nume Anton Busath (și ulterior preluată de alți producători de bomboane, inclusiv bomboanele lui Bauer, bomboanele lui Muth și cofetăria lui Schimpff) în onoarea ei când a vizitat Louisville, Kentucky .
- O stradă din Wrocław, care a fost numită anterior după actrița germană Agnes Sorma, când orașul făcea parte din Germania sub numele de Breslau.
- Asociația de Teatru pentru Tineret Modjeska (Modjeska Youth Theater Company) din Milwaukee Wisconsin
- SS Helena Modjeska, un vapor de marfă american de 7.000 de tone care a eșuat pe malul Goodwin Sands în 1946.[39]

De asemenea, o statuie a lui Modjeska este amplasată în afara amfiteatrului Pearson Park din Anaheim, California. 
Modjeska a fost mama inginerului Ralph Modjeski și nașa artistului-autor-filozof Stanisław Ignacy Witkiewicz (fiul artistului Stanisław Witkiewicz, care a însoțit-o pe Modjeska și familia ei în California în 1876). De asemenea, a fost mătușa artistului Władysław T. Benda. 
A fost nașa actriței americane Ethel Barrymore. 

## Roluri

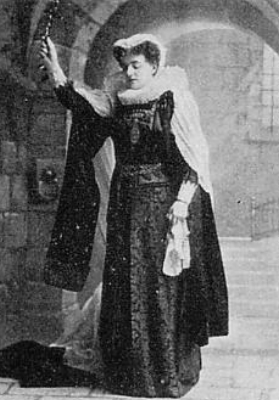
Modjeska în rolul Maria, regina scoțienilor, în Maria Stuart, 1886

Principalele roluri tragice ale lui Modjeska au fost: 
- William Shakespeare :

- Ofelia, în Hamlet;
- Julieta, în Romeo și Julieta;
- Desdemona, în Othello; și
- Regina Anne, în Richard al III-lea.

- Nora, în O casă de păpuși a lui Henrik Ibsen;
- Louisa Miller;
- Maria Stuart și prințesa Eboli a lui Friedrich Schiller;
- Marion Delorme, în piesa lui Victor Hugo, Marion Delorme;
- Tisbé de Victor Hugo;
- Maria Stuart și Mazeppa de Juliusz Słowacki.

Modrzejewska a fost, de asemenea, interpreta poloneză al celor mai de seamă piese ale lui Ernest Legouvé, Alexandre Dumas, tatăl și fiul, Émile Augier, Alfred de Musset, Octave Feuillet și Victorien Sardou. 

## În literatură
Romanul premiat al lui Susan Sontag, În America (In America), deși ficțiune, se bazează pe viața lui Modjeska. Cartea a precipitat o controversă atunci când Sontag a fost acuzată că a plagiat alte lucrări despre Modjeska.
Modjeska a fost un personaj în romanul My Mortal Enemy a lui Willa Cather. 
Scholars Joanna și Catharina Polatynska au spus că Modjeska ar fi putut fi modelul lui Arthur Conan Doyle pentru personajul Irene Adler, singura femeie pe care Sherlock Holmes a fost aproape să o iubească. În „Scandal în Boemia”, Doyle o menționează pe Adler că fiind prima donna a Operei Imperiale fictive din Varșovia, în aceiași ani în care Modjeska a fost în vârful carierei sale teatrale în Varșovia, iar personalitatea personajului fictiv amintește de cea a actriței actuale.

## Aniversarea morții
În 2009, în onoarea aniversării a 100 de ani de la moartea ei, Muzeul Istoric al orașului Cracovia a prezentat expoziția „Helena Modjeska (1840-1909): Pentru dragostea de artă” (8 aprilie - 20 septembrie 2009). Șcena teatrală din Varșovia a expus aceeași expoziție care a avut loc din octombrie 2009 până în ianuarie 2010. Expoziția a inclus articole de la Muzeul Bowers din Santa Ana, California. 

### Colecții de arhivă
- Works by or about Helena Modjeska
- Ghid Colecția Ellen K. Lee despre Helena Modjeska și Orange County. Colecții speciale și arhive, UC Irvine Libraries, Irvine, California.
- Ghid Colecția Amintirilor Teatrului Helena Modjeska. Colecții speciale și arhive, UC Irvine Libraries, Irvine, California.
- Ghid Colecția Helena Modjeska. Colecții speciale și arhive, UC Irvine Libraries, Irvine, California.
- Albume Madam Modjeska, 1877-1898, deținute de Billy Rose Theatre Division, Biblioteca Publică de Arte Teatrale din New York
- Eroinele scenei moderne p. 52 de Forrest Izard c.1915

### [1]Altele
- Helena Modrzejewska la culture.pl
- Clubul Diogenes. Teatre din Varșovia, unde Irene Adler a cântat
- O piesă în care Modjeska reflectă asupra vieții ei
- Un film documentar despre viața și pasiunile lui Helena Modjeska
- Helena Modjeska-Icon of Style. Reconstrucții de costume din secolul XIX

1. ↑  Londré, Felicia Hardison (februarie 2000). Modjeska, Helena (1840-1909), actress. American National Biography Online. Oxford University Press. doi:10.1093/anb/9780198606697.article.1800852.